# Элиас, Карме
Ка́рме Эли́ас (исп. Carme Elias; род. 14 января 1951, Барселона, Франкистская Испания) — испанская актриса

 театра и кино.

## Биография
Элиас училась в Институте театра Барселоны с такими профессорами, как Альберт Боадельа, и завершает своё художественное образование в актерской лаборатории Уильяма Лейтона и Нью-Йоркской школе Ли Страсберга. В 1974 году начинает свою театральную карьеру с постановки «Фрёкен Юлия», а заметно выделилась на каталонской сцене выступлением «Terra baixa». Дебютирует в кино фильмом «La orgía» Франсеска Беллманта, но популярность Элиас растёт благодаря телевидению: в 1983 году участвует в сериале «Anillos de oro» Педро Масо; через год в шоу «Y sin embargo, te quiero», а в 1986 году играет главную роль в «Turno de oficio» режиссёра Антонио Мерсеро. В 2008 году он возвращается на государственное телевидение с сериалом «Herederos» от телеканала TVE, в котором снимается Конча Веласко и в котором Элиас воплотила Мануэлу/Ка́рмен Руи́с. В 2010 году она перешла от телеканала TVE к Antena 3, чтобы сняться в сериале «Gavilanes», где она сыграла Софию Кортес. Сериал является адаптацией колумбийской мыльной оперы «Тайная страсть».